# Песнь дьявола
«Песнь дьявола» (англ. A Dark Song) — ирландский независимый фильм, камерная мистическая драма режиссёра Лиама Гэвина.

## Сюжет
В надежде вновь увидеть своего похищенного и убитого три года назад сына Джека женщина по имени София решает провести весьма сложный каббалистический ритуал — с помощью Книги Абрамелина вызвать своего ангела-хранителя и поговорить с Джеком. Она арендует старый особняк в глуши Уэльса и с трудом убеждает специалиста по подобным обрядам Джозефа Соломона помочь ей. Вместе они запираются в доме на семь месяцев; Соломон запечатывает его кругом из соли, предупредив Софию, чтобы она ни в коем случае не переступала круг до завершения ритуала. В одной из комнат Соломон рисует мелом на полу пять кругов, в центральном из которых появится ангел. София и Джозеф получат возможность попросить у него по одному «дару»; настоящим желанием Софии является месть убийцам сына, но она не сообщает этого Соломону.
Таинство включает в себя разнообразные испытания: София по нескольку дней проводит в каждом круге без пищи и воды, дабы очистить себя телесно и духовно. Пьёт кровь оккультиста, так как в ней, по её словам, «нет прощения», а Соломон уже умеет прощать, и она должна вобрать в себя это через кровь. Время от времени она видит знаки, свидетельствующие о продвижении ритуала, но ощутимых результатов тот не даёт, что становится одной из причин бурной ссоры. Джозеф узнаёт, что до начала ритуала София не сказала ему всей правды, что приводит его в ярость и объясняет заминку.
Отношения между Софией и Джозефом накаляются: последний ради ритуала был вынужден мастурбировать на глазах у женщины, а также утопить её в ванне и привести в себя. Во время очередной ссоры София толкает Джозефа, и тот случайным образом опрокидывает нож на пол и падает на него, нанося себе рану, но по настоянию Джозефа не вызывает врача: никто не может выйти из дома, чтобы потом не остаться здесь навсегда. Ночью София слышит голос Джека за дверью, но не решается открыть её, понимая, что это не он.
Через несколько дней София видит утром, что Джозеф умер от заражения крови, а все страницы в руководствах замараны. Она решает прервать обряд и, переступив соляной круг, уходит из дома. Однако дорога магическим образом приводит её назад. Вновь войдя в дом, София обнаруживает неких демонов, возникших из-за её ослушания. Они утаскивают труп Соломона и пытаются схватить женщину, та запирается в комнате и снова слышит голос Джека. Она раскаивается перед голосом, говоря о своей вине перед сыном. Некто, говорящий голосом Джека, спрашивает спокойно: «Ты просишь у меня прощения?» Женщина отвечает: «Я отомщу за тебя». На его признание — «Я просто какая-то тварь, говорящая голосом твоего сына, чтобы испугать тебя» — она отвечает «Я знаю» и спокойно засыпает.
Вскоре Софию всё-таки ловят демоны, несут в подвал и начинают пытать, отрубив палец. Софии удаётся вырваться и, повторяя «Прости меня», выбраться на свет наверху. В комнате, залитой сиянием, она встречает своего ангела-хранителя, у которого вместо мести просит силы прощать (и получает её). Теперь она может покинуть место проведения ритуала.
Спустя некоторое время София хоронит Соломона в пруду и уезжает на машине прочь.

## В ролях
| Актёр         | Роль                                       |
| ------------- | ------------------------------------------ |
| Кэтрин Уокер  | София                                      |
| Стив Орам     | Джозеф Соломон профессиональный оккультист |
| Сьюзен Лунейн | Виктория сестра Софии                      |
| Марк Хуберман | Нил                                        |
| Нэйтан Вос    | Джек сын Софии                             |

## Релиз
Премьера состоялась на международном кинофестивале в Голуэе 8 июля 2016 года. В ограниченный прокат и на стриминговые сервисы фильм поступил 28 апреля 2017 года. В России фильм вышел 22 августа 2019 года.

## Критика
Дебютная работа Гэвина получила высокие оценки критиков: рейтинг положительных рецензий на агрегаторе рецензий Rotten Tomatoes составляет 90 % (38 «свежих» против 4 «гнилых») с оценкой в 7,3 балла из 10.
Стивен Далтон из The Hollywood Reporter написал, что фильм представляет собой «высший класс во всём, от красивых видов сурового валлийского пейзажа кинематографиста Катала Уоттерса до скупого, задумчивого, наполненного ужасом саундтрека Рэя Хармана».
Российские отзывы на фильм крайне немногочисленны. Борис Хохлов с кинопортала «Фильм.ру» поставил картине 9 баллов из 10, отметив грамотно созданную, депрессивную и жуткую атмосферу с минимумом «скримеров», а также сценарий, который выводит фильм за рамки обычного хоррора.

## Награды и номинации
«Песнь дьявола» выиграла несколько наград на международных кинофестивалях, а также номинировалась на премию Golden Trailer Award за лучший трейлер к иностранному фильму ужасов.